# 留萌駐屯地
留萌駐屯地（るもいちゅうとんち、JGSDF Camp Rumoi）とは、北海道留萌市緑ヶ丘1-6に所在し、第26普通科連隊等が駐屯する陸上自衛隊の駐屯地である。

## 概要
最寄の演習場は、留萌演習場とマサリベツ演習場。駐屯地司令は、第26普通科連隊長が兼務する。

## 沿革
保安隊
- 1953年（昭和28年）11月10日：名寄駐屯地から第3連隊第3大隊が移駐[1]。

保安隊留萌駐屯地
- 1953年（昭和28年）
  - 11月20日：日本人造石油K.K.（北海道工業試験場）施設を取得・補修模様替え、新築等により、留萌駐屯地開設[2]。

  1. 留萌駐屯地業務隊が新編。
  2. 第30会計隊第1分遣隊が新編。
  3. 北部地方通信所留萌支所が新編。

- 1954年（昭和29年）2月：北部地方通信所留萌支所が第329固定無線隊に称号変更。

陸上自衛隊留萌駐屯地
- 1954年（昭和29年）
  - 7月1日：

  1. 陸上自衛隊設置に伴い留萌駐屯地が開設される[3][4]。
  2. 第3連隊第3大隊が第3普通科連隊第3大隊に称号変更。

  - 9月26日：

  1. 第3普通科連隊第3大隊が第10普通科連隊第1大隊に改編[5]。
  2. 第30会計隊第1分遣隊が第346会計隊に称号変更。
  3. 第330警務隊留萌分遣隊が新編。
- 1960年（昭和35年）1月：

1. 第329固定無線隊が第329基地通信隊に称号変更。
2. 第330警務隊留萌分遣隊が第338警務隊に称号変更。

- 1962年（昭和37年）1月18日：第10普通科連隊第1大隊が第26普通科連隊に改編され、第2師団に隷属。
- 1973年（昭和48年）3月：第338警務隊が第106地区警務留萌派遣隊に称号変更。
- 1974年（昭和49年）3月： 第329基地通信隊が第301基地通信中隊留萌派遣隊に称号変更。
- 1995年（平成7年）3月28日：第26普通科連隊第4普通科中隊が旭川駐屯地へ移駐（第9普通科連隊廃止に伴う代替処置）。
- 2008年（平成20年）3月26日：駐屯部隊の新改編。

1. 第2後方支援連隊第2整備大隊第3普通科直接支援中隊（第26普通科連隊を支援）が新編。
2. 第106地区警務留萌派遣隊が第119地区警務隊留萌派遣隊に改編。

- 2015年（平成27年）3月26日：会計隊の改編に伴い、第346会計隊が廃止され、第343会計隊留萌派遣隊が配置される。
- 2021年（令和3年）3月18日：第343会計隊留萌派遣隊が第346会計隊に改編[6]。
- 2022年（令和4年）3月17日：第101電子戦隊の一部が新編。

## 駐屯部隊

### 陸上総隊隷下部隊
- 電子作戦隊
  - 第101電子戦隊（一部）

### 北部方面隊隷下部隊
- 第2師団
  - 第26普通科連隊（第4普通科中隊を除く）
  - 第2後方支援連隊
    - 第2整備大隊
      - 第3普通科直接支援中隊：第26普通科連隊を支援
- 北部方面システム通信群
  - 第101基地システム通信大隊
    - 第301基地通信中隊
      - 留萌派遣隊
- 北部方面会計隊
  - 第346会計隊
- 留萌駐屯地業務隊

### 防衛大臣直轄部隊
- 警務隊
  - 北部方面警務隊
    - 第119地区警務隊
      - 留萌派遣隊

## 広報施設
- 駐屯地広報史料館

## 最寄の幹線交通
- 一般道：国道231号、国道232号、国道233号、北海道道1048号留萌小平線
- 鉄道：JR北海道留萌本線 留萌駅
- 港湾：留萌港（重要港湾）、増毛港、羽幌港（地方港湾）